# Deserto de Tengger

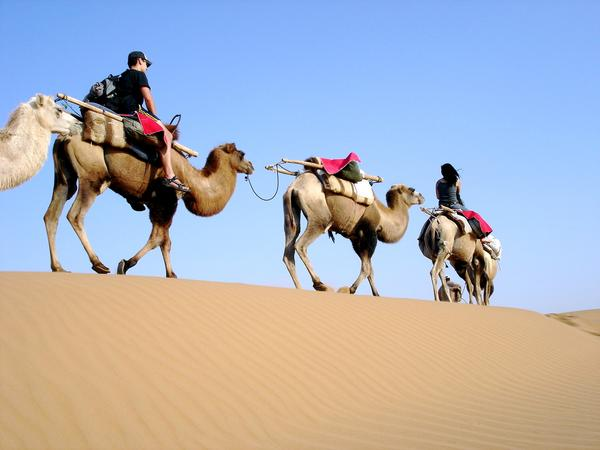

O Deserto de Tengger é um deserto localizado na Mongólia Interior, China. O deserto tem uma área de 36 700 km².